# Задоровка
Задоровка (бел. Задо́раўка) — деревня в Тереничском сельсовете Гомельского района Гомельской области Республики Беларусь.

## География

### Расположение
В 20 км на запад от Гомеля, 10 км от железнодорожной станции Прибор (на линии Калинковичи — Гомель).
На востоке граничит с лесом.

### Гидрография
На севере мелиоративные каналы, соединённые с рекой Уза (приток реки Сож).

## Транспортная сеть
Транспортные связи по просёлочной, затем автомобильной дороге Жлобин — Гомель. Планировка состоит из прямолинейной меридиональной улицы, которая на севере присоединяется к дугообразной широтной улицы. Застройка двусторонняя, деревянная, усадебного типа.

## История
По письменным источникам известна с начала XIX века как деревня в составе одноименного поместья в Белицком уезде Могилёвской губернии. В 1847 году во владении помещика Микашевского. В 1884 году хозяин поместья владел 182 десятинами, а хозяин второго поместья, располагавшегося рядом, — 355 десятинами земли, действовал хлебозапасный магазин. Согласно переписи 1897 года располагались: хлебозапасный магазин, 2 ветряные мельницы. В 1909 году 1185 десятин земли, школа, в Телешевской волости Гомельского уезда.
С 8 декабря 1926 года по 30 декабря 1927 года центр Задоровского сельсовета Уваровичского района Гомельского округа. В 1930 году организован колхоз «Задоровка», работали ветряная мельница и кузница. Во время Великой Отечественной войны в сентябре 1943 года немецкие оккупанты сожгли 80 дворов и убили 12 жителей. 37 местных жителей погибли на фронте. В 1959 году в составе колхоза «Красная площадь» (центр — деревня Телеши).
До 1 августа 2008 года в составе Телешевского сельсовета.

## Население

### Численность
- 2004 год — 26 хозяйств, 49 жителей.

### Динамика
- 1847 год — 105 ревизских душ.
- 1897 год — 75 дворов, 499 жителей (согласно переписи).
- 1909 год — 78 дворов, 536 жителей.
- 1940 год — 90 дворов.
- 1959 год — 223 жителя (согласно переписи).
- 2004 год — 26 хозяйств, 49 жителей.